# Poroj (obwód Burgas)
Poroj (bułg. Порой) – wieś w Bułgarii, w obwodzie Burgas, w gminie Pomorie. W 2023 roku liczyła 878 mieszkańców.